# مرغابی‌های یال‌دار
مرغابی‌های یال‌دار (نام علمی: Chenonetta) سرده‌ای از مرغابیان روآبچر است. یک گونه منقرض شده است، در حالی که گونه دیگر زنده است.
این سرده دارای دو گونه زیر است:
- مرغابی درختی استرالیایی (Chenonetta jubata)
- مرغابی فینچ (Chenonetta finschi) - منقرض‌شده، ۱۸۷۰